# Slut
Slut (schwedisch für „geschlossen“, englisch für „Schlampe“) ist eine deutsche Musikgruppe aus Ingolstadt.

## Geschichte
Gegründet wurde die Band 1994 von Christian Neuburger, Matthias Neuburger, Rainer Schaller und Gerd Rosenacker. Nach dem ersten Album kam René Arbeithuber dazu. Sie lebten einige Zeit zusammen mit der befreundeten Band Pelzig – René Arbeithuber und Rainer Schaller spielen auch dort – auf einem Schloss in Westerhofen, in dem sie bis Mitte 2005 ihren Proberaum und ihr Livemischer Holger Krzywon sein Studio hatte.
Außerdem vertraten sie Anfang 2005 beim Bundesvision Song Contest das Bundesland Bayern mit einer teilweise deutschen Version von Why Pourquoi.
2006 begleiteten Slut am Ingolstädter Theater die Dreigroschenoper Brechts mit musikalischen Kompositionen Kurt Weills. Die Interpretationen von dreizehn Songs wurden später auch in den Electric Avenue Studios in Hamburg von Tobias Levin aufgenommen und sollten im Juni 2006 als Album veröffentlicht werden. Dies scheiterte jedoch kurz vorher an der Intervention durch die Nachlassverwalter Kurt Weills. Lediglich fünf der Songs wurden letztendlich zur Veröffentlichung freigegeben.
Am 25. Januar 2008 erschien ein neues Album der Band mit dem Titel StillNo1. Produzent der CD war Oliver Zülch (Die Ärzte, The Notwist, Ich + Ich, Juli u. a.). Die CD wurde in Berlin aufgenommen.
Im Herbst 2009 ging die Band gemeinsam mit der Autorin Juli Zeh und dem gemeinsamen Projekt Corpus Delicti – eine Schallnovelle auf Tournee. Die Schallnovelle erschien am 18. September 2009 auch auf CD, auf der sieben neue Songs der Band enthalten sind.
Im August 2013 kam das Album Alienation heraus.

## Stil
Die Songs der Band lassen sich als eingängige Rockmusik mit besonderem Schwerpunkt auf dem meist melancholischen Gesang und energiereichen Gitarrenriffs beschreiben. Die Songstrukturen folgen meist dem klassischen Schema (Strophe/Refrain). Andere Strukturen wurden auf dem Album Lookbook ausprobiert, das mehr Gebrauch von elektronischen Effekten und langen Intros macht.
Die Arbeit an Songs aus Die Dreigroschenoper veränderte die Musik der Band nachhaltig. Ihr sechstes Studioalbum StillNo1 klingt pathetischer und macht mehr Gebrauch von unterschiedlichen Instrumenten, als es noch auf All We Need Is Silence der Fall war.

## Diskografie

### Alben
- 1996: For Exercise and Amusement
- 1998: Interference
- 2001: Lookbook
- 2002: Nothing Will Go Wrong
- 2004: All We Need Is Silence
- 2008: StillNo1
- 2009: Corpus Delicti (Schallnovelle zusammen mit Juli Zeh, beinhaltet sieben Songs)
- 2013: Alienation
- 2021: Talks of Paradise

### EPs
- 1997: Sensation
- 2001: Teardrops
- 2003: ready, slut, go! (Split mit Readymade)
- 2006: Songs aus Die Dreigroschenoper (Neuinterpretation von fünf Liedern aus dem gleichnamigen Theaterstück von Kurt Weill und Bertolt Brecht)
- 2022: Are We Bored My Dear

### Singles
Lookbook
- 2001: Welcome 2
- 2001: It Was Easier
- 2001: Andy

Nothing Will Go Wrong
- 2002: Easy to Love
- 2002: Time Is Not a Remedy

All We Need Is Silence
- 2004: Lost Emotion
- 2005: Why Pourquoi?

StillNo1
- 2007: Wednesday
- 2008: If I Had a Heart

Alienation
- 2013: Next Big Thing

Talks Of Paradise
- 2020: For The Soul There Is No Hospital
- 2021: Belly Call
- 2021: Good For All
- 2021: Tell Your Friends

### Samplerbeiträge
- 2000: Sensation und Welcome (Crazy Edit) zu Crazy
- 2001: No Time auf dem Soundtrack zu Engel und Joe
- 2004: Easy to Love auf dem Soundtrack zu Die fetten Jahre sind vorbei
- 2010: Easy to Love in einer neu gemischten Version auf dem Soundtrack zu Same Same But Different
- 2005: Mehrere Titel auf dem Soundtrack zu Katze im Sack

### Hörbücher
- 2009: Corpus Delicti (mit Juli Zeh)

## Auszeichnungen und Preise
- 2003: Kunstförderpreis der Stadt Ingolstadt